# Akinator
Akinator（アキネイター）とは、質問への5段階の回答例を元に、実在または架空の人物・キャラクターを絞込み推測しながら特定するプログラムエンジンであり、データベースを応用した人工知能（エキスパートシステム）の一種である。仕組みの詳細は絞り込み検索である。

## 概要
最大の特徴として、20個ほどの簡単な質問だけで、回答者がイメージしている人物の名を当てることができる事が挙げられる。質問は5段階で回答する方式で、日本語版の場合「はい」「たぶんそう・部分的にそう」「分からない」「たぶん違う・そうでもない」「いいえ」で答える。
20個前後の質問で一つ目の答えが提示され、違う人物が出た場合さらに質問され合計30問前後、それでも当てられなかった場合には最大70問前後の質問が出され、当たらなかった場合は降参する。場合によっては質問の途中でも人物を提示する場合がある。絞込みに該当しなかった人物についても回答者が補足し加えてゆく事でデータベースを日々増やしており、学習し続けることでより少ない質問で回答を導き出すようになっている。
Elokence社の"Limule"と呼ばれるプログラムを利用しており、そのアルゴリズムはAkinatorオリジナルで、どのように作成されたかは秘密であるとしている。
2023年現在、英語・フランス語・ドイツ語・ヘブライ語・ポルトガル語・スペイン語・アラビア語・ロシア語・日本語・中国語・韓国語・イタリア語・オランダ語・ポーランド語・トルコ語・インドネシア語に対応しており、世界中の有名人のみならず漫画、アニメ等に登場する架空の人物までも網羅している。各国語版ごとにデータが蓄積されているようで、日本語版が登場（2010年7月21日）して間もない頃は英語版より回答精度が低かった。
スマホ版のアキネイターでは、
ドイツ語・ヘブライ語・ポルトガル語・スペイン語・アラビア語・ロシア語・中国語・韓国語・イタリア語・オランダ語・ポーランド語・トルコ語・インドネシア語ではキャラクターを当てることができる。日本語ではキャラクター、場所、動物を当てることができる。英語・フランス語ではキャラクター、物、映画やTVショー、動物を当てることができる。

## 歴史
2007年、フランス人電気通信技術者 Arnaud Megret によって、アキネイターを運営する会社 Elokence.com が設立された。
2009年9月、スマートフォン向けゲームクリエイター会社、Scimob社と共同でアプリ版を発売した。2011年11月から開発を内部化した。
2010年7月21日、日本語版が登場。
2017年10月、Google アシスタント版（フランス語）を公開。

## 特徴
- 有名人や漫画・アニメのキャラクターはおろか、人間では無い者（犬・猫など）、さらには生き物ですらない家電やお菓子（パソコン・うまい棒）までもが出てくる。
- 質問を全て「はい」「いいえ」「たぶんそう」「たぶん違う」「分からない」で答えたり、何も考えずにランダムに回答などを行ったりすると、（何に対してもギャンブラー／質問を全てランダムにこたえる賢い人）などのオリジナルな回答も出てくる。
- （友人に罠を仕掛ける）という項目があり、答えの画像を違うものに設定できる。
- アプリ版では、他の者がその人物を最後に答えてから経った時間や日数によって「スタンダード」「シルバー」「ゴールド」「プラチナ」「ブラック」の五段階に区別され、もらえるポイントの量や称号が変わる。ただし、一度でも答えたことがある物に対して再びポイントや称号をもらうことは出来ない。

## その他
主に日本語話者によってYouTubeに投稿された動画の中では、「はい」または「いいえ」で返答できる質問を繰り返すことで出題者の用意したお題を当てるゲームをアキネーターと称しているものが多数見られる。
上記の部分が共通していれば細かいルールは異なっており、質問の数ではなく時間に制限があるもの、お題を当てられるまでの時間を複数人で競うものなどがある。また、あるジャンルに精通したものが正解にたどり着くまでの質問の手際や答えが分かった後もわざと質問を続けてお題に関する知識を披露する様子を一種の芸として見せる動画もある。